# Дозаправка в воздухе
Дозапра́вка в во́здухе — операция передачи топлива с одного летательного аппарата на другой во время полёта.

## История
С самого начала использования аэропланов возникло желание расширить их радиус действия за счёт передачи топлива в воздухе. Ещё в 1912 году были осуществлены первые попытки передать с одного самолёта на другой канистры с топливом. Ввиду высокой опасности и сложности манёвров данный способ передачи топлива развития не получил.
Новый метод дозаправки с использованием резинового шланга, соединявшего баки самолётов, был разработан авиатором и конструктором Александром Северским. Первая успешная дозаправка в воздухе по методу Северского была выполнена американскими лётчиками на двух бипланах Airco DH.4 27 июня 1923 года, что позволило им улучшить рекорд по дальности и продолжительности полёта.
В простейшем случае два медленно летящих самолёта соединялись шлангом, по которому в заправляемый самолёт топливо перетекало под действием силы тяжести.
Впоследствии топливо стали ускорять при помощи насосов.
В 1942 году немецкими конструкторами прорабатывался вариант дозаправки в воздухе прототипа стратегического бомбардировщика Ме.264 («Бомбардировщик Америки») для достижения им межконтинентальной дальности.
Первым  реактивным бомбардировщиком в мире, выполнившим дозаправку в воздухе, был американский Норт Америкэн B-45 «Торнадо» (B-45 Tornado).
Первые дозаправки в полёте при выполнении боевого задания были произведены во время Корейской войны в ВВС США. 6 июля 1951 года разведчики RF-80 дозаправились в воздухе, совершая вылет на фотографирование объектов в Северной Корее. 
В период Вьетнамской войны ВВС США освоили и начали применять дозаправку в воздухе вертолётов.

## Значение и применение
В настоящее время дозаправка топливом в воздухе применяется только на военных и военно-транспортных машинах.
- Дозаправка топливом в воздухе позволяет существенно продлить время пребывания в воздухе и в некоторых случаях обеспечить самолёту неограниченную дальность полёта.
- Ввиду того, что максимальная взлётная масса самолёта ниже массы, которой он может обладать, набрав необходимую скорость и высоту, применение дозаправки в воздухе даёт самолёту возможность взлететь с минимальным количеством топлива и с максимальным количеством полезного груза и впоследствии, набрав высоту и скорость, получить недостающее топливо в полёте. В частности такая схема выполнения задания является штатной для американского самолёта-разведчика Lockheed SR-71 Blackbird.

## Системы дозаправки в воздухе

### Шланг-конус
Для заправки при помощи шланга-конуса самолёт-заправщик комплектуется одной или несколькими подвесными заправочными установками, расположенными на максимально возможном удалении друг от друга. Как правило, две из них находятся под крыльями, за мотогондолами двигателей, а третья размещёна в хвостовой части фюзеляжа. Каждая заправочная установка оснащена гибким шлангом длиной в несколько десятков метров. На конце шланга имеется так называемый конус или буй, внешне напоминающий волан, в основании которого находится вентиль, запирающий просвет шланга.
Заправляемый летательный аппарат в свою очередь оборудован приёмной штангой, которая в целях улучшения аэродинамики аппарата может быть сделана убирающейся в корпус.
Процесс заправки происходит следующим образом. Танкер разматывает шланг, и конус под напором воздуха расправляется из сложенного положения в свою рабочую конфигурацию. Оба воздушных судна сближаются друг с другом, причем танкер-заправщик летит прямо, с постоянной скоростью и неизменной высотой, а заправляемое воздушное судно занимает позицию сзади и немного снизу от заправляющего танкера. Уравняв скорости и высоту, пилот заправляемого воздушного судна маневрирует так, чтобы попасть заправочной штангой в неуправляемый конус. Соединение штанги и конуса производится электромагнитным замком. После установления соединения оператором заправки включается система перекачки, и топливо под большим давлением поступает в баки заправляемого воздушного судна. По окончании заправки пилот заправляемого воздушного судна просто уменьшает скорость, и конус отсоединяется от штанги, когда сила натяжения превысит силу электромагнита.
Для облегчения навигации, стыковки и управления заправкой как танкер, так и заправляемые самолёты оборудованы радиотехническими системами межсамолётной навигации, подсветкой элементов заправки и световой сигнализацией заправки.
Данным способом можно заправлять как самолёты, так и вертолёты. В свою очередь, из-за компактности заправочных установок заправщиком может выступать и достаточно небольшой самолёт (например, палубный). Скорость перекачки топлива в современных заправочных установках достигает 2900, а на перспективных образцах — 3000 литров в минуту.

### Штанга
Данный способ осуществляется при помощи самолётов-заправщиков, оборудованных заправочными штангами. Штанга представляет собой телескопическую трубу длиной около 20 метров, закреплённую под фюзеляжем в хвостовой части заправщика. На штанге расположены маленькие подвижные аэродинамические поверхности, благодаря которым положением штанги в выпущенном состоянии можно управлять.
Процесс заправки имеет существенные отличия от предыдущего способа — здесь активную роль играет самолёт-заправщик (точнее, оператор штанги), а заправляемый самолёт лишь занимает нужную позицию. Самолёты сближаются и выравнивают скорости. Заправляемый самолёт занимает позицию снизу и немного сзади заправщика. Затем оператор заправочной станции, управляя крылышками на штанге, стыкует её с заправочной горловиной, которая расположена, как правило, за кабиной пилотов. После стыковки топливо под давлением подаётся в баки заправляемого самолёта.
Для облегчения навигации в тёмное время суток современные танкеры имеют систему, подсвечивающую область под собой, за исключением того места, которое должен занять заправляемый самолёт. Таким образом, пилоту необходимо держаться в затемнённой области под заправщиком.
Ввиду того, что штанга достаточно велика, её устанавливают только на крупные самолёты-заправщики. Современные заправочные установки позволяют перекачивать топливо со скоростью до 4500 литров в минуту. Поэтому при помощи штанги удаётся гораздо быстрее заправить крупные самолёты — бомбардировщики, транспортные самолёты или другие самолёты-заправщики.
Более мелкие современные самолёты (например, МФИ) не могут полностью использовать преимущество, которое даёт штанга, так как способны принимать топливо со скоростью до 1700 литров в минуту.

### Крыло — крыло
Способ предложен советскими летчиками-испытателями И. И. Шелестом и В. С. Васяниным. Система успешно прошла госиспытания на самолётах Ту-4 и в 1951 году была принята на вооружение.
Самолёты в строю летели параллельными курсами — крыло к крылу, не находясь в потоке друг друга. Самолёт-заправщик выпускал из законцовки крыла трос со стабилизирующим парашютом. Бомбардировщик маневрировал таким образом, чтобы положить штангу, торчащую из торца крыла, на трос. При проскальзывании троса по штанге бомбардировщика трос цеплял гибкую тягу, за которую вытягивал из крыла шланг. Далее трос выбирался заправщиком, а бомбардировщик выпускал шланг. Достигнув крыла заправщика, шланг стыковался с заправочной магистралью, и начиналась перекачка топлива. Топливо перекачивалось под давлением с большими расходами. После заправки процесс шёл в обратном направлении: бомбардировщик втягивал шланг, заправщик выпускал трос. После втягивания шланга трос освобождался, и заправщик был готов заправить другой самолёт.
На самолётах Ту-16 схема была изменена. Самолёт-заправщик выпускал из законцовки крыла шланг со стабилизирующим парашютом на конце. Бомбардировщик маневрировал таким образом, чтобы положить край своего крыла на усиленный концевой участок шланга. При соскальзывании шланга с законцовки крыла бомбардировщика шланг ловился крюком, который втягивал шланг в заправочную горловину.
Процедуру заправки Ту-4 и Ту-16 можно увидеть в 12-м фильме сериала «Красные звёзды». Заправка Ту-16 также показана в художественном фильме «Случай в квадрате 36-80».

## Самолёты-заправщики
Самолёты-заправщики, как правило, не разрабатываются отдельно, а являются переделанными пассажирскими или транспортными самолётами, иногда и бомбардировщиками или, в случае палубной авиации, самолётами ПЛО (самолёт-заправщик KS-3A является модификацией противолодочного самолёта S-3 «Викинг»). Так, например, самолёт-заправщик Ил-78М является переделанным военно-транспортным Ил-76МД, на котором не устанавливается десантное и транспортное оборудование, отсутствует задний грузовой люк, установлены два дополнительных топливных бака в фюзеляже и три подвесных агрегата заправки, а кормовая пушечная установка (включая место стрелка) переоборудована в кабину оператора заправки. Ранее в ВВС СССР для дозаправки использовались переделанные дальние бомбардировщики М-4 и 3М, служившие до начала 90-х годов; похожей была судьба британского Handley Page Victor, служившего заправщиком куда дольше, чем в роли бомбардировщика.
В ряде случаев боевой самолёт может быть воздушным танкером без изменения своих основных функций. Так, на Су-24 и Су-33 заправочный агрегат может подвешиваться опционально.
В большинстве стран (включая Россию) используют систему дозаправки со шлангом и конусом на заправщике и штангой на заправляемой машине, поскольку она позволяет одновременно заправлять несколько самолётов и предъявляет меньшие требования к самолёту-заправщику (а на палубных заправщиках применение штанги принципиально невозможно). И лишь ВВС США и Израиля (своя разработка штанги дозаправщика, совместимая с самолётами ВВС США) используют систему с управляемой штангой на заправщике, значительно увеличивающую скорость перекачки топлива для крупных самолётов.
На 2025 год самым массовым специализированным самолётом-заправщиком является KC-135 (386 самолётов в строю, 47 процентов всего мирового парка летающих танкеров).
В настоящее время[когда?] на вооружении ВВС России имеются четыре типа самолётов, способных служить для дозаправки других самолётов в воздухе: самолёт-заправщик Ил-78, фронтовой бомбардировщик Су-24 и палубные истребители Су-33 и МиГ-29К / МиГ-29КУБ. По числу имеющихся в строю самолетов-заправщиков Россия занимает четвертое место в мире после США, Франции и Саудовской Аравии.

## Вертолёты
Вертолёт, оборудованный системой дозаправки, может дозаправляться с корабля (не обязательно пригодного к посадке), зависнув над ним и подняв лебёдкой шланг с палубы на борт. 
У некоторых вертолётов есть аппаратура для заправки от конуса; они могут заправляться от обычных самолётов-заправщиков, уравняв скорости — при этом скорость полёта будет высокой для вертолёта и низкой (близкой к скорости сваливания) для самолёта.

## Некоторые факты
- С 26 февраля по 3 марта 1949 года американский самолёт B-50 совершил первый в мире беспосадочный кругосветный перелет, занявший 94 часа 1 минуту. Это стало возможным благодаря трём дозаправкам в воздухе.
- Вертолёт H-21C выполнил первый беспосадочный трансконтинентальный перелёт вертолёта через территорию США (Сан-Диего—Вашингтон, 23—24 августа 1957) с применением четырёх дозаправок в воздухе.
- Американский самолёт-заправщик KC-10, обладающий, помимо дополнительных топливных баков, грузовой кабиной, способен перевозить до 77 т груза.
- Американский самолёт-разведчик SR-71, имея при полной заправке взлётный вес 77 100 кг (из них масса топлива 46 180 кг), не имел возможности взлетать с подобной нагрузкой. Поэтому сначала самолёт поднимался в воздух с незначительным запасом топлива, затем его дозаправляли в воздухе, после чего лётчик мог приступать к выполнению задания. После полной дозаправки самолёт становился примерно вдвое тяжелее.
- Из-за вынужденно больших тепловых зазоров в стыках панелей кессон-баков SR-71 на стоянке тёк. Герметичность баков восстанавливалась за счёт теплового расширения, когда самолёт выходил на сверхзвуковую скорость полета.
- Northrop Grumman разработала и испытала систему дозаправки беспилотного самолёта X-47 Pegasus[9].
- В рамках той же программы ВМФ США UCLASS[англ.], предусматривавшей разработку ударного БПЛА, способного взлетать с авианосца, для которой был разработан X-47, когда её цель была изменена на разработку беспилотного самолёта-заправщика, компания Boeing создала первый прототип летательного аппарата этого класса — Boeing MQ-25 Stingray; он совершил, впервые в истории авиации, дозаправку в воздухе другого самолета в июле 2021 года[10].
- В настоящее время разрабатываются системы, которые позволят не только заправлять самолёт в воздухе, но и пополнять его боезапас.